# FIFA-Arabien-Pokal
Der FIFA-Arabien-Pokal (englisch: FIFA-Arab-Cup oder nur kurz Arab Cup) ist ein Fußballwettbewerb für Nationalmannschaften der Arabischen Welt, der von der FIFA in Abstimmung mit der Union of Arab Football Associations (UAFA) organisiert und seit 1963 in unregelmäßigen Abständen ausgetragen wird. Das 1992 ausgetragene Turnier war Teil der Panarabischen Spiele. 2009 wurde der Wettbewerb während der Qualifikationsphase abgebrochen. Während der langen Unterbrechung zwischen 1966 und 1985 wurde an seiner statt der Palästinensische Nationenpokal ausgespielt, wobei bis heute unklar ist, ob es sich lediglich um eine Weiterführung unter anderem Namen handelte. Nach 2012 wurde das Turnier neun Jahre lang nicht mehr ausgetragen, bevor es 2021 durch die FIFA unter der Bezeichnung FIFA-Arab-Cup, als Generalprobe für die Fußball-Weltmeisterschaft 2022 in Katar, wiederbelebt wurde.

## Modus
Bei der ersten Austragung 2021 unter FIFA-Regie galt folgender Modus:
Vor dem eigentlichen Turnier mit insgesamt 16 Mannschaften in vier Vierergruppen findet einige Tage zuvor im Veranstalterland eine Qualifikationsrunde zur Reduzierung der gemeldeten Teilnehmer auf das 16er-Feld statt. Hierbei spielen die in der FIFA-Weltrangliste schlechter platzierten Teams im K.-o.-System einmal gegeneinander. In den Vierergruppen wird danach in einer einfachen Runde Jeder gegen jeden gespielt. Die jeweiligen Gruppenersten und -zweiten qualifizieren sich für das Viertelfinale. Ab da wird bis zum Finale in einer K.-o.-Runde der Turniersieger ermittelt.

## Die Turniere im Überblick
| Jahr                     | Gastgeber                                                  | Finale                                                     | Finale                                                     | Finale                                                     | Spiel um Platz drei                                        | Spiel um Platz drei                                        | Spiel um Platz drei                                        |
| Jahr                     | Gastgeber                                                  | Sieger                                                     | Ergebnis                                                   | 2. Platz                                                   | 3. Platz                                                   | Ergebnis                                                   | 4. Platz                                                   |
| ------------------------ | ---------------------------------------------------------- | ---------------------------------------------------------- | ---------------------------------------------------------- | ---------------------------------------------------------- | ---------------------------------------------------------- | ---------------------------------------------------------- | ---------------------------------------------------------- |
| Arabischer Nationenpokal |                                                            |                                                            |                                                            |                                                            |                                                            |                                                            |                                                            |
| 1963 Details             | Beirut (Libanon)                                           | Tunesien                                                   | Ligasystem                                                 | Syrien                                                     | Libanon                                                    | Ligasystem                                                 | Kuwait                                                     |
| 1964 Details             | Kuwait (Kuwait)                                            | Irak                                                       | Ligasystem                                                 | Libyen                                                     | Kuwait                                                     | Ligasystem                                                 | Libanon                                                    |
| 1966 Details             | Bagdad (Irak)                                              | Irak                                                       | 2:1                                                        | Syrien                                                     | Libyen                                                     | 6:1                                                        | Libanon                                                    |
| 1982 Details             | während der Qualifikationsphase abgebrochen (Libanonkrieg) | während der Qualifikationsphase abgebrochen (Libanonkrieg) | während der Qualifikationsphase abgebrochen (Libanonkrieg) | während der Qualifikationsphase abgebrochen (Libanonkrieg) | während der Qualifikationsphase abgebrochen (Libanonkrieg) | während der Qualifikationsphase abgebrochen (Libanonkrieg) | während der Qualifikationsphase abgebrochen (Libanonkrieg) |
| 1985 Details             | Ta'if (Saudi-Arabien)                                      | Irak                                                       | 1:0                                                        | Bahrain                                                    | Saudi-Arabien                                              | 0:0 n. V. 4:1 i. E.                                        | Katar                                                      |
| 1988 Details             | Amman (Jordanien)                                          | Irak                                                       | 1:1 n. V. 4:3 i.E                                          | Syrien                                                     | Ägypten                                                    | 2:0                                                        | Jordanien                                                  |
| 1992 Details*            | Aleppo / Damaskus (Syrien)                                 | Ägypten                                                    | 3:2                                                        | Saudi-Arabien                                              | Kuwait                                                     | 2:1                                                        | Syrien                                                     |
| 1998 Details             | Doha (Katar)                                               | Saudi-Arabien                                              | 3:1                                                        | Katar                                                      | Kuwait                                                     | 4:1                                                        | VA Emirate                                                 |
| 2002 Details             | Kuwait (Kuwait)                                            | Saudi-Arabien                                              | 1:0 n. V.                                                  | Bahrain                                                    |                                                            | nicht ausgetragen                                          |                                                            |
| 2009 Details             | während der Qualifikationsphase abgebrochen                | während der Qualifikationsphase abgebrochen                | während der Qualifikationsphase abgebrochen                | während der Qualifikationsphase abgebrochen                | während der Qualifikationsphase abgebrochen                | während der Qualifikationsphase abgebrochen                | während der Qualifikationsphase abgebrochen                |
| 2012 Details             | Dschidda / Ta'if (Saudi-Arabien)                           | Marokko                                                    | 1:1 n. V. 4:2 i.E                                          | Libyen                                                     | Irak                                                       | 1:0                                                        | Saudi-Arabien                                              |
| FIFA-Arabien-Pokal       |                                                            |                                                            |                                                            |                                                            |                                                            |                                                            |                                                            |
| 2021 Details             | Katar                                                      | Algerien                                                   | 2:0 n. V.                                                  | Tunesien                                                   | Katar                                                      | 0:0 n. V. 5:4 i. E                                         | Ägypten                                                    |
| 2025 Details             | Katar                                                      |                                                            |                                                            |                                                            |                                                            |                                                            |                                                            |
| 2029 Details             | Katar                                                      |                                                            |                                                            |                                                            |                                                            |                                                            |                                                            |
| 2033 Details             | Katar                                                      |                                                            |                                                            |                                                            |                                                            |                                                            |                                                            |

* Als Fußballturnier der Panarabischen Spiele ausgetragen.

### Ranglisten
| Rang | Land          | Titel | Jahr(e)                |
| ---- | ------------- | ----- | ---------------------- |
| 1    | Irak          | 4     | 1964, 1966, 1985, 1988 |
| 2    | Saudi-Arabien | 2     | 1998, 2002             |
| 3    | Ägypten       | 1     | 1992                   |
|      | Tunesien      | 1     | 1963                   |
|      | Marokko       | 1     | 2012                   |
|      | Algerien      | 1     | 2021                   |

| Rang | Kontinent | Titel |
| ---- | --------- | ----- |
| 1    | Asien     | 6     |
| 2    | Afrika    | 4     |